# Stranný
Stranný (deutsch Stranny) ist eine Gemeinde in Tschechien. Sie liegt 14 Kilometer westlich von Benešov und gehört zum Okres Benešov.

## Geographie
Stranný befindet sich rechtsseitig des Moldautales im Norden der Středočeská pahorkatina. Das Dorf liegt in der Quellmulde das Baches Mladčina und wird von den Hügeln Hájek (499 m), Hůrka (479 m) und Dubí (496 m) umgeben.
Nachbarorte sind Netluky, Radslavice und Mlékovice im Norden, Borovka und Tloskov im Nordosten, Břevnice und Neveklov im Osten, Spolí und Zádolí im Südosten, Vlkonice im Süden, Krchleby, Nahoruby und Dubí im Südwesten, Lhotka und Chlum im Westen sowie Blažim und Bělice im Nordwesten.

## Geschichte
Die erste urkundliche Erwähnung von Stranný stammt aus dem Jahre 1184, als Jiří von Milevsko den Ort dem Prager Bischof Heinrich übergab. Bischof Heinrich verkaufte das Dorf kurze Zeit später an das Kloster Milevsko. Im 15. Jahrhundert wurde das Dorf verkauft und kam zur Herrschaft Tloskov, wozu es dann bis zur Mitte des 19. Jahrhunderts gehörte.
Nach der Aufhebung der Patrimonialherrschaften bildete Stranný mit den Ortsteilen Borovka, Břevnice, Hůrka Kapinos, Mlékovice, Radslavice, Spolí, Tloskov, Zádolí und Zárybnice ab 1848 eine Gemeinde im Bezirk Benešov. Während des Zweiten Weltkrieges gehörte Stranný im Jahre 1942 zu den Dörfern die für die Errichtung des SS-Truppenübungsplatzes Beneschau zwangsgeräumt werden mussten. Im Mai 1945 wurde das Dorf wieder besiedelt.
1961 erfolgte die Umgemeindung mehrere Ortsteile. Tloskov kam zu Neveklov. Mlékovice bildete mit Borovka und Radslavice eine neue Gemeinde; ebenso Zádolí mit Hůrka Kapinos, Spolí und Zárybnice.
1976 verlor Stranný seine Selbstständigkeit und wurde zum Ortsteil von Neveklov. Seit dem 1. Jänner 1992 bildet Stranný wieder eine Gemeinde.

## Gemeindegliederung
Die Gemeinde Stranný besteht aus den Ortsteilen Břevnice (Brewnitz) und Stranný (Stranny).